# Charles Mackerras
Alan Charles Maclaurin Mackerras AC, CH, CBE (Schenectady, 17 de novembro de 1925 — Londres, 14 de julho de 2010) foi um maestro australiano nascido nos Estados Unidos. É conhecido como uma autoridade nas óperas de Janáček e Mozart, e nas óperas-cômicas de Gilbert e Sullivan.

## Biografia
Mackerras era filho de pais australianos, Alan e Catherine Mackerras, e o mais velho de sete filhos, numa família descendente do pioneiro músico Isaac Nathan.  Seu pai, um engenheiro eletricista, estava empregado na General Electric, em Shenectady, quando Charles nasceu; a família se mudou para Sydney quando ele tinha dois anos de idade.
Mackerras frequentou a Sydney Grammar School e a King's School, em Parramatta, um subúrbio de Sydney. Lá, estudou oboé, piano e composição no NSW State Conservatorium of Music, e eventualmente se tornou o primeiro-oboísta da Sydney Symphony. Mudou-se para a Inglaterra em 1946, onde venceu uma bolsa de estudos do British Council no ano seguinte, que o permitiu estudar regência com Václav Talich na Academia de Música de Praga.
No mesmo ano Mackerras se casou com Judy Wilkins, uma clarinetista, com quem tem duas filhas, Fiona and Catherine.

### Carreira
Após retornar à Inglaterra, em 1948, Mackerras começou sua associação com a Sadler's Wells Opera - atual English National Opera - regendo obras de Janáček, Händel, Gluck, Bach e Donizetti, entre outros. Na década de 1950, muito antes que o movimento pela "autenticidade" tivesse chegado ao grande público, Mackerras deu prioridade ao estudo e à realização prática de técnicas de performance em instrumentos de época, que culminaram com sua gravação histórica de 1959 da Music for the Royal Fireworks, de Händel, usando a instrumentação original para a banda de sopros. Em sua performance das Bodas de Fígaro de 1965, acrescentou à partitura ornamentos adaptados ao estilo "de época".
Mackerras também é responsável por promover a música de Janáček fora da Tchecoslováquia, onde ele próprio avaliou seu trabalho com o compositor como seu principal legado à música. Em 1951 conduziu a estreia britânica de Katya Kabanova. É também uma autoridade das óperas de Mozart e de sir Arthur Sullivan. Seu arranjo para balé, Pineapple Poll, baseado nas Bab Ballads de Gilbert (composto em 1951, logo depois do fim da validade dos direitos autorais da música de Sullivan) continua a ser um dos clássicos do repertório nos países anglófonos. Mackerras também fez arranjos da música de Verdi para o balé The Lady and the Fool, e compôs uma suíte a partir da partitura de John Ireland para o filme The Overlanders (1946), depois da morte de Ireland, em 1962.
Tornou-se o regente principal da BBC Concert Orchestra, de 1954 a 1956. Em 1963 estreou no Royal Opera House, em Covent Garden, Londres, regendo Katerina Ismailova, de Shostakovich. Regeu a Ópera Estatal de Hamburgo, de 1965 a 1969, e a English National Opera, de 1970 a 1978. Em 1972 estreou na Metropolitan Opera, em Nova York, regendo Orfeo ed Euridice, de Gluck.
Trabalhou com o compositor britânico Benjamin Britten por algum tempo, porém após uma piada sobre os relacionamentos de Britten com jovens rapazes, não voltaram a trabalhar; os eventos foram descritos no livro Britten's Children, de John Bridcut.
Regeu a Sydney Symphony Orchestra, no concerto de inauguração da sala de concertos da Sydney Opera House, na presença da rainha Elizabeth II, em 1973, com Birgit Nilsson cantando num programa inteiramente de Wagner.

### Morte
Mackerras morreu em Londres em 14 de julho de 2010 com 84 anos de idade, vítima de câncer. Embora doente, continuou a conduzir, e tinha programado dirigir dois dos Proms da BBC, em 25 de julho e 29 de julho de 2010. E também com a Orquestra de Câmara Escocesa, o Idomeneo de Mozart, no Festival Internacional de Edimburgo, em agosto de 2010, que teria sido a sua 56ª aparição no festival. O diretor dos Proms da BBC, Roger Wright anunciou que seriam em sua memória. Wright homenageou Mackerras, dizendo: "Sir Charles era um grande maestro e sua perda será sentida pelos músicos e pelo público", enquanto Rory Jeffes da Orquestra Sinfónica de Sydney Orchestra disse que a Austrália tinha "perdido um tesouro vivo" o seu agente, Robert Rattray, o chamou de "um gigante" da música clássica. Mackerras deixa sua esposa, Judy, e sua filha, Catherine.